# Maisonnay
Maisonnay ist eine Gemeinde mit 250 Einwohnern (Stand: 1. Januar 2022) im französischen Département Deux-Sèvres in der Region Nouvelle-Aquitaine (vor 2016 Poitou-Charentes). Sie gehört zum Kanton Melle im Arrondissement Niort. Die Einwohner werden Maisonnaysiens genannt.

## Geographie
Maisonnay liegt etwa 29 Kilometer ostsüdöstlich von Niort. Umgeben wird Maisonnay von den Nachbargemeinden 
- Fontivillié mit Sompt im Westen und Südwesten und Chail im Norden und Nordwesten,
- Saint-Vincent-la-Châtre im Norden und Osten,
- Alloinay im Süden und Südosten.

## Bevölkerungsentwicklung
| Jahr                      | 1962 | 1968 | 1975 | 1982 | 1990 | 1999 | 2006 | 2013 |
| ------------------------- | ---- | ---- | ---- | ---- | ---- | ---- | ---- | ---- |
| Einwohner                 | 217  | 223  | 184  | 256  | 266  | 286  | 263  | 247  |
| Quelle: Cassini und INSEE |      |      |      |      |      |      |      |      |

## Sehenswürdigkeiten

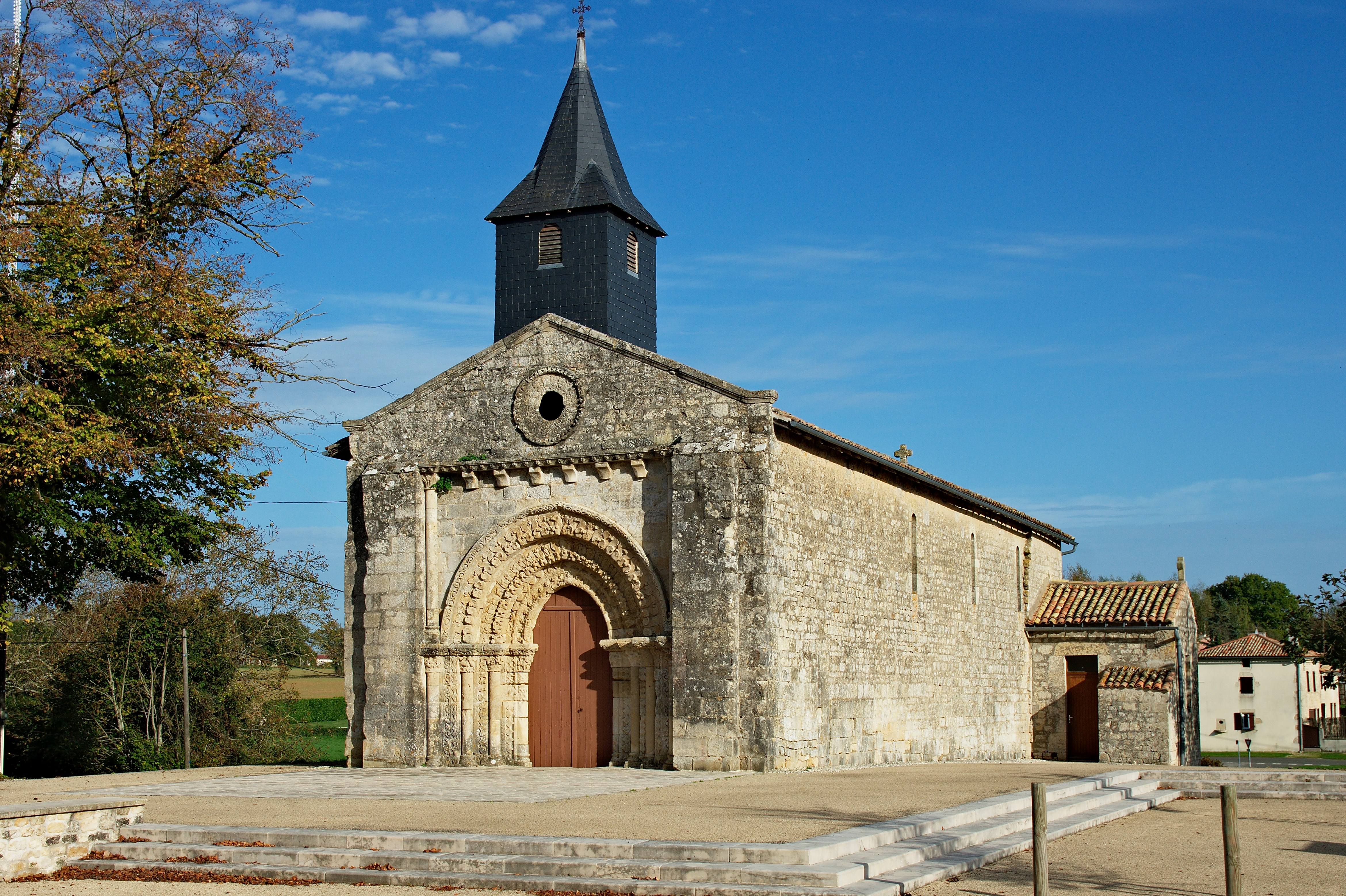
Kirche Notre-Dame

- Kirche Notre-Dame